# The Blue Diamonds
The Blue DIamonds fue una banda indonesia de rock y country, formada por los hermanos Riem (1943-2017) y Ruud (1941-2000) de Wolff que llegaron a los Países Bajos con sus padres en 1949 siendo un dueto representante del rock y del folklore indonesio que en su momento fue designado con el nombre de Indo-Rock. Vivieron allí en Driebergen. En su adolescencia cantaban en fiestas escolares en bandas como The String Extase Boys y The Cool Cats. El repertorio estuvo compuesto principalmente por covers de The Everly Brothers, incluido su sencillo debut "(Till) I kissed you". En 1960, su interpretación de la canción Ramona (una canción de una película de 1928) estuvo en las listas de éxitos durante meses y la canción también fue un gran éxito en muchos otros países. Otras canciones exitosas de la época incluyeron "Oh Carol" y "Little Ship".
A principios de la década de 1960, los hermanos realizaron una gira por Indonesia junto con Anneke Grönloh, mientras varias canciones alcanzaban las listas de éxitos en los Países Bajos y otros países europeos. Por "Ramona", los hermanos recibieron un Edison de manos de Wim Sonneveld, después de vender siete millones de copias. Los Blue Diamonds también lanzaron varios sencillos en la década de 1970, pero el éxito tormentoso de Ramona ya no tuvo igual. Ese hit primero con su versión de "Guarda el último baile para mí".

## Historia
Este dueto de cantantes indonesios tiene sus orígenes en Batavia (antiguo nombre de Yakarta), Indonesia, de donde Ruud ("Rudy") y Riem de Wolff son originarios. Siendo colonia holandesa, Indonesia presenció su incursión en el mundo de la música popular combinando sus orígenes con la nueva música Rock and Roll que comenzaba a proliferar por todo el mundo. Al poco tiempo emigraron a Holanda. La temática principal de sus canciones estuvo fuertemente influenciada por The Everly Brothers, Till I Kissed You (Hasta que te besé) fue uno de los temas de los Everly que les dotó de cierta fama. No obstante, conocerían las mieles del éxito internacional al interpretar un tema original de un filme en el cual participó Dolores del Río llamado "Ramona" (1927), estructurado en dos distintos tiempos. La canción inmediatamente se convirtió en un éxito contundente al colocarse rápidamente en las listas de popularidad del Billboard de Estados Unidos y en casi toda la mayoría de los países de Europa. El éxito notable les llevó a efectuar actuaciones por toda Europa y parte de América y Oceanía en donde fueron considerados grandes figuras. La popularización de sus canciones en inglés les abrió la puerta para interpretarlos en otros idiomas. En español grabaron para Discos Phillips una serie de discos long play que inmediatamente les colocaron en el gusto de la juventud hispanoparlante, llegando a mantener en las distintas radioemisoras de habla hispana diversas canciones que pronto se convirtieron en clásicas de la programación musical.
Hacia 1965 Ruddy contrajo matrimonio con la destacada cantante mexicana Leda Moreno con ella procreó a una hija de nombre Dalida. Tiempo después se separarían.
En el mes de diciembre del año 2000, Ruddy murió a causa de un mal cardiaco. Riem se retiró por breve tiempo de los escenarios. Pero fue en el año 2001 cuando, debido a la petición de sus deguidores, retomó el rumbo efectuando actuaciones y grabaciones al lado de su hijo Steffen creando Los Nuevos Diamonds.

## Éxitos de Los Blue Diamonds en español
Acompañados por la Orquesta de Jack Butlerman
- Ramona
- Mona Lisa (éxito de Nat King Cole)
- Jerico
- Dinamita
- Ves, lo he vuelto a decir
- La primera que encuentre
- Lo nuestro terminó
- Ya lo ves
- Se fueron los papás
- Sol y sol
- Mi vida es bella
- Horóscopo
- Buenas noches pequeño mío (Rocco Granata)
- Para mi (All of me)
- Que te deje de querer ("You Can Never Stop Me Loving You" éxito de Johnny Tillotson)
- Siempre (Always)
- Ocho días a la semana ("Eight Days a Week" éxito de The Beatles)
- Sukiyaki (éxito de Kyu Sakamoto)
- María Dolores
- Amapola
- Un desierto